# Rigács
Rigács là một thị trấn thuộc hạt Veszprém, Hungary. Thị trấn này có diện tích 6,17 km², dân số năm 2010 là 191 người, mật độ 31 người/km².